# سعيد النصر
سعيد النصر هو فلسطيني سوري معروف بتنفيذ الهجوم على مخيم أنتويرب الصيفي في 28 يوليو 1980 حيث هاجم مجموعة من 40 طفلا يهوديا ينتظرون مع عائلاتهم الحافلة لأخذها لهم إلى المخيم الصيفي بالقنابل اليدوية. لقى طفل مصرعه وأصيب ثمانية آخرون بجروح خطيرة.

## الخلفية
ولد النصر في عام 1955. أدين في بلجيكا في عام 1980 لإلقاء قنبلتين يدويتين على مجموعة من الأطفال اليهود ينتظرون حافلة في أنتويرب في 27 يوليو 1980. كان يحمل جواز سفر مغربي وقت اعتقاله.
في حادث سيلكو قامت الحكومة البلجيكية بصفقة تبادل بين السجين سعيد النصر مقابل أفراد العائلة هوتكينز-كيتس في عام 1990 وهي عائلة بلجيكية فرنسية اختطفت في ليبيا حسب طلب من منظمة أبو نضال المسلحة.